# Круп суђење
Круп суђење, званично САД против Алфреда Крупа и др. (The United States of America vs. Alfried Krupp, et. ал.) (8. децембар 1947 — 31. јул 1948) било је треће од три суђења индустријалцима (претходна су била Флик и ИГ Фарбен суђење).
Овде је било оптужено 12 директора Круп конгломерата који су оптужени за злочине против мира, злочине против човечности и учешће у завери за дела против мира кроз наоружавање нацистичке немачке војске, масовну експлоатацију робовског рада и бројне друге злочине, пљачке и експлоатације на окупираним територијама.
Суђење је водио Војни трибунал III-A - судије Хју Андерсон, Едвард Дели и Вилијем Вилкинс.
Првооптужени Алфред Круп (син Густава Крупа, оптуженог на главном нирнбершком процесу) осуђен је на 12 година и продају целокупне имовине, један оптужени је ослобођен а остали су осуђени на затворске казне у распону од 3 до 12 година.